# Stężycka Huta
Stężycka Huta (kaszub. Stãżëckô Hëta) – wieś w Polsce położona w województwie pomorskim, w powiecie kartuskim, w gminie Stężyca. Położona na Kaszubach.
Stężycka Huta 31 grudnia 2014 r. miała 199 stałych mieszkańców.
W latach 1975–1998 miejscowość administracyjnie należała do województwa gdańskiego.